# Ulrich Plenzdorf
Ulrich Plenzdorf (Berlino, 26 ottobre 1934 – Berlino, 9 agosto 2007) è stato uno scrittore e drammaturgo tedesco.

## Biografia
Studiò filosofia a Lipsia ma si laureò poi in cinematografia e iniziò a lavorare alla DEFA.
Divenne famoso sia nella Germania Est che nella Repubblica Federale Tedesca con il suo romanzo I nuovi dolori del giovane W. (Die neuen Leiden des jungen W.) del 1972. Scritto nel gergo dei giovani della Germania Est - i giovani degli anni settanta - narra la tragica storia di un giovane uomo e del suo tentativo di liberarsi dal suo ambiente soffocante della classe media, tracciando paralleli tra la sua vita e quella del protagonista nel romanzo di Goethe, I dolori del giovane Werther (Die Leiden des jungen Werther, 1774).
Dal 2004, Plenzdorf fu lettore ospite al Deutsches Literaturinstitut di Lipsia.
Morì in una clinica vicino a Berlino, a causa di una lunga malattia, all'età di 72 anni.

## Premi
- 1973 Heinrich-Mann-Preis
- 1978 Ingeborg-Bachmann-Preis

## Opere
- Karla (1964)
- Kennen Sie Urban? (1970)
- I nuovi dolori del giovane W. (Die neuen Leiden des jungen W., 1972)
- Die Legende von Paul und Paula (sceneggiatura)
- Der alte Mann, das Pferd, die Straße (1974)
- Buridans Esel (1976) (dramma basato su romanzo di Günter de Bruyn)
- Auszug (1977)
- kein runter kein fern (1978)
- Legende vom Glück ohne Ende (1979) (romanzo basato sul film Die Legende von Paul und Paula)
- Gutenachtgeschichte (1980)
- Glück im Hinterhaus
- Insel der Schwäne (1983)
- Bockshorn (1984)
- Ein Tag länger als ein Leben (1986)
- Der König und sein Narr
- Der Fall Ö. (1990)
- Der Verdacht (1990)
- Freiheitsberaubung (1987)
- Vater Mutter Mörderkind (1993/94)
- Eins und Eins ist Uneins